# Betrouwbaarheid (informatiebeveiliging)
Betrouwbaarheid in de informatiebeveiliging is min of meer synoniem met het begrip integriteit. Ook in de accountancy wordt het begrip gebruikt.
Betrouwbaarheid wordt in deze beide contexten verder onderscheiden in de kwaliteitskenmerken juistheid, volledigheid, tijdigheid en geautoriseerdheid (autorisatie), afgekort als JVTA.